# Porohy Dniepru
Porohy Dniepru (ukr. пороги) – poprzeczne skalne progi rzeczne, zbudowane z wychodni granitów i gnejsów krystalicznej tarczy ukraińskiej, przegradzające koryto Dniepru pomiędzy miastami Dniepr i Zaporoże (a dokładniej pomiędzy Łocmańską Kamianką a Kiczkasem) na odcinku około 70 km.
Wyróżniano ponad 30 progów rzecznych, największe to:
- Kudak (Kudacki – koło zamku Kudak)
- Jacki
- Suriky (Surski)
- Łuchań (Łochański, w XVII wieku Łahanny lub Chański)
- Strzelczy (z wyspą Strzelczą)
- Dzwoniec (Zwoniecki)
- Kniahiniński
- Techniński
- Nienasytec (Rewucznyj, Did)[1]
- Woronowa Zapora
- Wołnickij (Wolniow)
- Budyło (Budziłowski)
- Tawalszański
- Łyszny
- Wilnyj (Wolny)

Oprócz tego koryto Dniepru przegradzało 7 tzw. zabor. Zabory były również grzędami skalnymi, jednak odróżniały się od porohów tym, że nie przegradzały całkowicie koryta rzeki, pozostawiając szerokie kanały, i nie utrudniały żeglugi. Zabory te to: Monastyrska, Striłecka, Tjahińska, Woroniacza, Krywa, Skubowa.
Wszystkie porohy i zabory zostały zalane w 1932 roku przez Zbiornik Dnieprzański Dnieprowskiej Elektrowni Wodnej.
Od nazwy porohów pochodzi historyczna i geograficzna nazwa Zaporoże, czyli kraj „za porohami”.

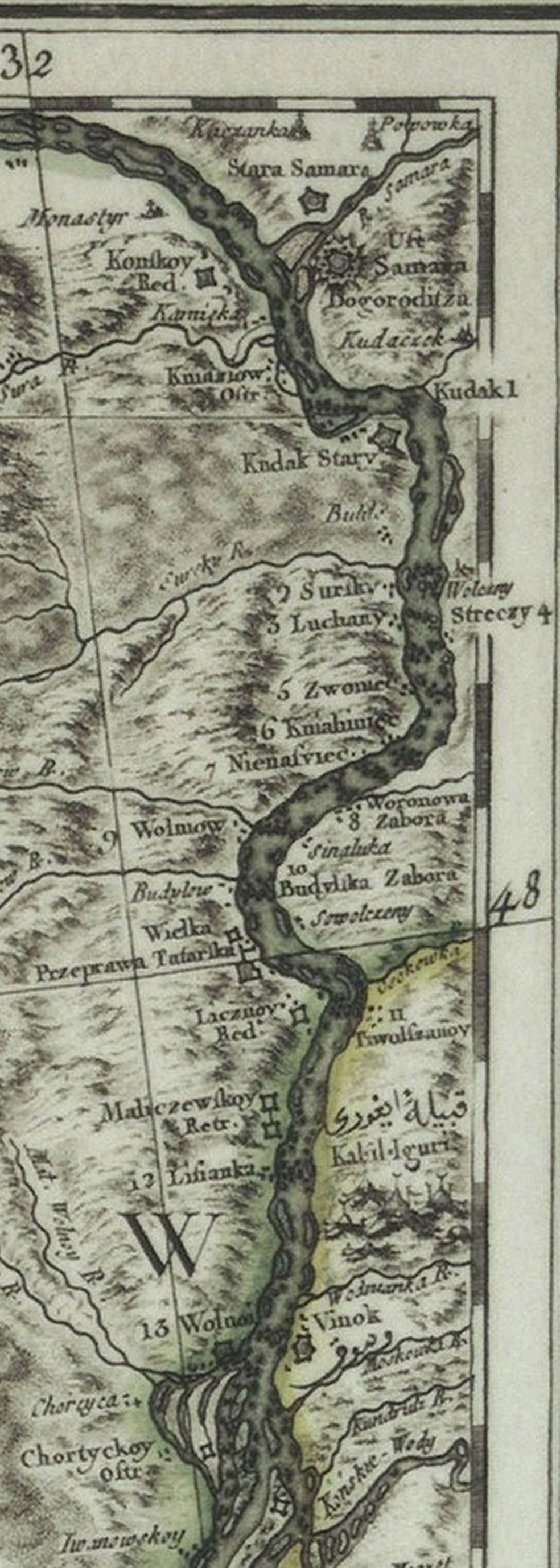
Mapa z 1772 r.[a]
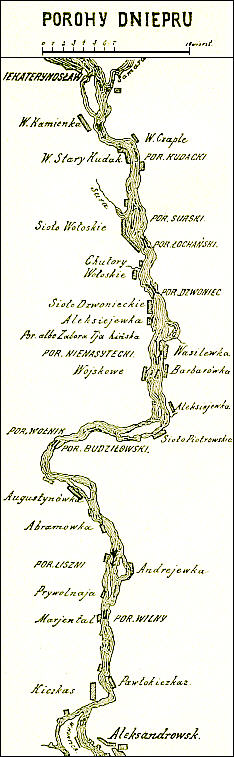
Mapa z 1895 r.[b]
Poroh Kudak w 1911 r.